# Sirohemo

Estrutura de sirohemo

Sirohemo (siroheme, siroemo ou siroeme) é um grupo protético similar ao hemo nos sítios ativos de algumas enzimas que realizam a redução de seis elétrons de enxofre e nitrogênio. É um cofator no sítio ativo de sulfeto deidrogenase, a qual desempenha um papel centarl na rota de assimilação de enxofre, convertendo sulfito em sulfeto, o qual pode ser incorporado no composto orgânico homocisteína.

## Biossíntese
Como todos os tetrapirróis, o ligando macrocíclico em sirohemo é derivado do uroporfirinogênio III. Esse porfirinogênio é metilado em dois anéis pirrol adjacentes resultando em di-hidro-hidro-siro-hidroclorina, which is subsequently oxidized to give siro-hidroclorina.  Uma ferrocelatase então insere o ferro no macrociclo resultando em sirohemo.